# Schoolstraat (voetgangersgebied)

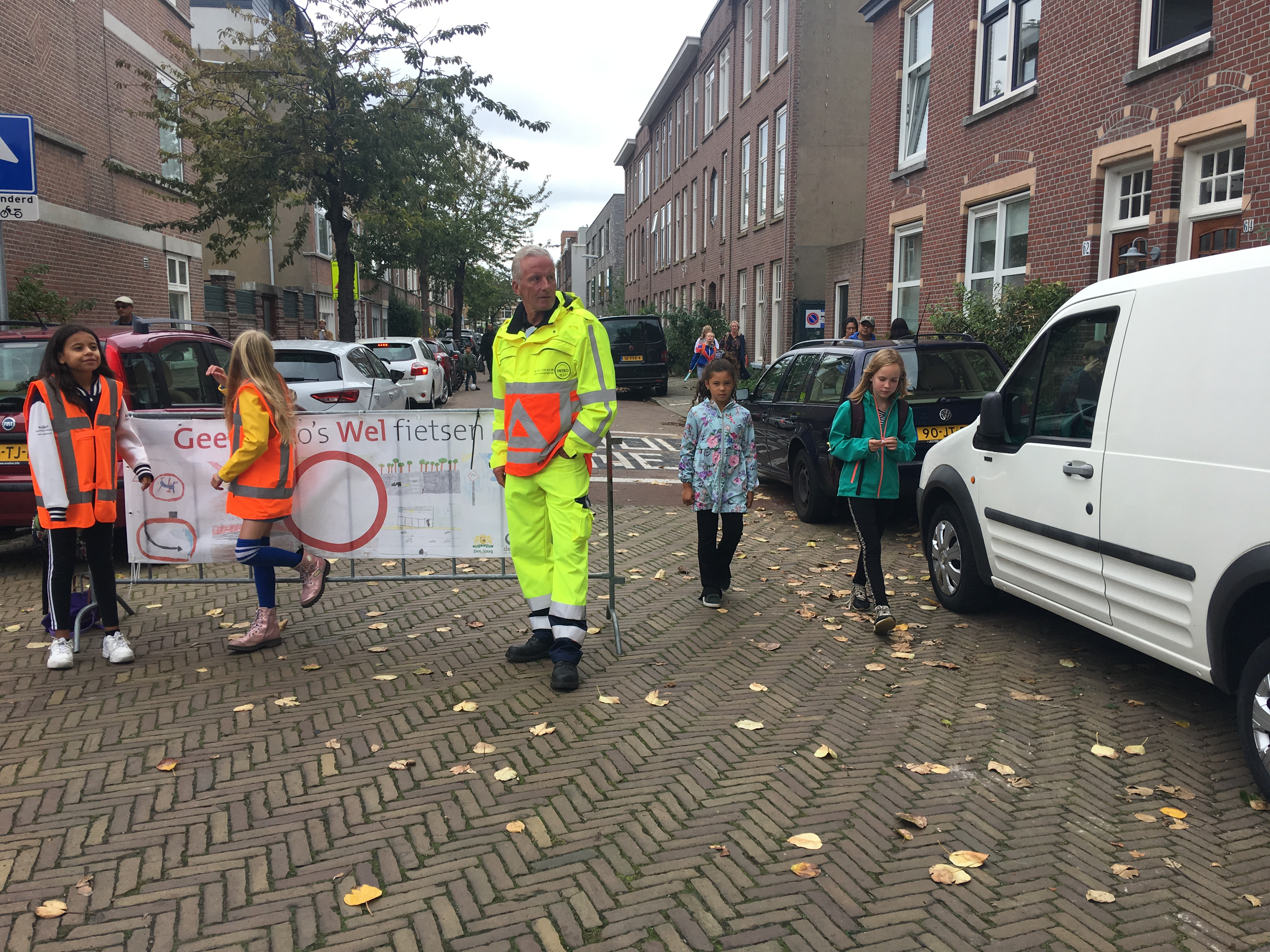
Abeelstraat autovrije schoolomgeving

Een schoolstraat is een verkeersmaatregel, het inrichten van een tijdelijk voetgangersgebied in de buurt van een school. Er worden dan bijvoorbeeld voor de duur van de aankomst van leerlingen, de pauzes en het vertrek van de leerlingen steeds tijdelijk mobiele verkeersborden en eventueel obstakels geplaatst (of verkeersborden die tevens dienen als obstakel). Bij ontbreken van een speelplaats kan de straat in de pauzes zo ook dienst doen als speelplaats.

## Geschiedenis
Een schoolstraat werd voor het eerst toegepast in 1989 in Bolzano in het Italiaanse Zuid-Tirol.
In België startte Gent met de eerste schoolstraat in 2012. In 2020 was het aantal in die stad gegroeid tot twaalf  (plus zeven tijdelijk wegens Covid-19). Het concept 'schoolstraat' is vanaf 20 oktober 2018 wettelijk verankerd in de Belgische wegcode, met een eigen verkeersbord en verkeersregels. In Vlaanderen zijn tientallen steden en gemeenten gevolgd.
In Nederland is in het kader van Childstreet onderzoek gedaan naar (infrastructurele) maatregelen in de buurt van basisscholen. 
In september 2019 deed de Gemeente Den Haag een proef met de schoolstraat door de Abeelstraat tijdens de breng en haaltijden van de Chr. Montessorischool de Abeel af te sluiten.
Deze tijdelijke afsluiting werd ook aanbevolen als coronamaatregel bij het opstarten van de scholen vanaf 11 mei 2020.